# Austin Kimberley e Tasman
Kimberley e Tasman sono due modelli di autovettura mid-size prodotti dalla British Leyland dal 1970 al 1974 esclusivamente per l'Australia e la Nuova Zelanda. Sul primo mercato sono stati commercializzati con il marchio Austin, mentre sul secondo come Morris.

## Il contesto
Questi modelli di automobile erano delle berline quattro porte a trazione anteriore che erano basate sul pianale dell'Austin 1800. Al momento del lancio in Australia, questi modelli erano tecnologicamente più avanzati rispetto alle vetture concorrenti prodotte dalla Ford, dalla Holden e dalla Chrysler, le cui tradizionali architetture a trazione posteriore dominavano il mercato di quel periodo.
Le differenze tra la Kimberley e la Tasman risiedevano nel loro allestimento, oltre che in alcune specifiche del motore. La Kimberley era di più alto livello, con interni in tessuto e fanali anteriori rettangolari, mentre la Tasman possedeva interni in vinile ed una calandra semplificata con due fari rotondi. Per quanto riguarda il motore, quello della Kimberley era più potente.
Vennero offerte in Australia per sostituire l'Austin 1800. Il suo design squadrato, sviluppato in modo che l'auto potesse offrire fino a sei posti, era completamente nuovo, anche se alcuni componenti, come le portiere, vennero mantenuti. Queste porte comunque utilizzavano delle maniglie incassate per soddisfare le severe leggi australiane riguardanti la sicurezza. Il corpo vettura era eccezionalmente rigido in caso di torsione, e questo conferiva alle Kimberley/Tasman delle doti di guida e di maneggevolezza ai vertici della sua classe. Il modello ereditò questa rigidità torsionale del corpo vettura dall'Austin 1800. Lo stile dell'auto venne definito dai media ben riuscito, ed in effetti risultò esteticamente molto più efficace rispetto al modello precedente.
Inizialmente le Kimberley/Tasman vendettero bene, tant'è che la British Leyland pianificò la vendita dei modelli anche sul mercato di casa, nel Regno Unito, per fare concorrenza alle Ford Cortina ed alle Vauxhall. La British Leyland aveva disperatamente bisogno di nuovi prodotti e la sua branca australiana stava producendo alcuni modelli interessanti in quel periodo, tra cui una versione hatchback delle Morris 1100/1300/1500, denominata Nomad, oltre ad un veicolo commerciale con motore da 1,8 litri, ed altri modelli già esistenti nel Regno Unito, ma con propulsori di maggior cilindrata.
Se la British Leyland avesse ritenuto le Kimberley/Tasman adatte, insieme alla versione spagnola della 1100 (costruita con marchio Authi), ad una distribuzione più ampia, ciò avrebbe portato alla parziale risoluzione dei problemi che affliggevano la compagnia nel mercato di casa. Purtroppo, l'elevato livello ingegneristico dei modelli in questione, unito alle difficili condizioni ambientali nelle zone desertiche dell'Australia (elevato calore e così via), non erano adatte alle Kimberley/Tasman, e l'affidabilità divenne un problema. Inoltre, la British Leyland aveva all'epoca problemi di liquidità e quindi non poté sviluppare ulteriormente le Kimberley/Tasman.
Quando vennero introdotti, uno dei maggiori pregi che possedevano i modelli in oggetto, erano i due divanetti collocati nell'abitacolo, che potevano ospitare in totale sei passeggeri. In questo modo fu disponibile anche per altri modelli del gruppo un pianale con un abitacolo relativamente spazioso, considerando le dimensioni ridotte del corpo vettura; ciò fu voluto da Alec Issigonis, che applicò il medesimo concetto anche su altri modelli, come la Mini, l'Austin 1100, l'Austin 1800, e l'Austin Maxi.

## Caratteristiche tecniche
Il motore installato su questi modelli era montato trasversalmente e possedeva una cilindrata di 2.227 cm³. Era un sei cilindri in linea monoalbero a valvole in testa, ed era basato sul propulsore montato sull'Austin Maxi. All'epoca del lancio, questi modelli erano gli unici al mondo ad avere installato un motore trasversale a sei cilindri in linea. Il motore della Tasman a carburatore singolo erogava 102 CV di potenza, mentre la Kimberley, con il suo carburatore aggiuntivo, produceva 115 CV. Entrambe erano vendute sia con un cambio manuale a quattro rapporti sincronizzati che con trasmissione automatica a tre velocità. Il motore era installato anteriormente ed anche la trazione era anteriore.
Per le sue caratteristiche questo motore venne utilizzato nel Regno Unito anche sulla BMC ADO17 e successivamente sulla Princess. In Australia, con una mossa maldestra, il propulsore comparì anche sulla Morris Marina.

## I possibili modelli derivati
Nei primi anni settanta, il management della British Leyland ebbe l'idea di realizzare una vettura in collaborazione con la Vanden Plas che fosse basata sull'Austin Kimberley/Tasman. Se la vettura fosse entrata in produzione (ne era già stato realizzato un prototipo marciante), avrebbe avuto un frontale analogo a quello della Wolseley 1800/2200, mentre il resto del corpo vettura sarebbe stato derivato direttamente da quello delle Kimberley/Tasman.
Venne anche preparata una versione commerciale dei modelli (codice YDO14) che andasse a sostituire l'Austin 1800 utilizzata in Australia per il trasporto merci. Sebbene questo modello derivato non entrò mai in produzione, Barry Anderson (ex-ingegnere della British Leyland Australia) dichiarò che ne vennero costruiti due esemplari. Uno fu utilizzato internamente dalla British Leyland Australia, mentre il secondo venne distrutto durante dei test. L'esemplare superstite, di colore nero, fu venduto a privati nel 1990.

## Il marketing e la fine della produzione
I modelli furono commercializzati con l'intenzione di competere con la Holden Kingswood, la Ford Falcon e la Chrysler Valiant. Comunque, la complessità della trazione anteriore che caratterizzava le Kimberley/Tasman era un grande difetto, che combinato alla poca varietà di corpi vettura offerti portava i modelli a non essere una minaccia per le dominanti vetture a trazione posteriore della Ford, della Holden e della Chrysler, che erano anche venduti con una vasta scelta di versioni.
A causa di questo, la British Leyland Australia decise di sviluppare un modello più grande a trazione posteriore che sostituisse le Kimberley/Tasman, ed entrasse in competizione con le vetture della Ford, della Holden e della Chrysler (sia in versione con motore in linea a sei cilindri che V8). Questo modello fu la Leyland P76, che fu introdotta in Australia e Nuova Zelanda nel 1973.